# 網紋岩遊䲁
網紋岩遊䲁（學名：Enneanectes reticulatus），為輻鰭魚綱䲁形目三鰭䲁科岩遊䲁屬的一個種，分布於中太平洋東部加利福尼亞灣海域，深度0至5公尺，本魚頭部適中，身體強健，眼睛上方有短而寬的觸鬚，頸背無觸鬚，上顎兩側沒有牙齒，體鱗粗糙，但腹部側面光滑；頭部無鱗片，除了上鰓蓋骨上的小片鱗片外；胸鰭基底與腹部中部無鱗，側線2段，稍重疊，前部的鱗片有孔13枚，後部的鱗片有缺口19-22枚，體白色或棕褐色，雌魚體側有4條略微傾斜的棕色條紋，尾鰭基部周圍有黑色帶，鱗片邊緣暗淡，具網狀紋路；雄魚頭部呈紅色，身上有4條黑條紋，尾部為黑色，有2條白條紋，背鰭3個，背鰭硬棘15枚、背鰭軟條7枚、臀鰭硬棘2枚、臀鰭軟條15枚，體長可達4.9分，成魚棲息在沿岸礁石區，以藻類和小型無脊椎動物為食，雌魚產附著性卵在藻類築的巢，雄魚會守護卵，幼魚為浮游性，生活習性不明。